# Pchum Ben
El Pchum Ben (បុណ្យភ្ជុំបិណ្ឌ; "Día de los Ancestros") es una festividad religiosa camboyana de 15 días de celebración, que culmina en una fiesta el decimoquinto día del décimo mes del calendario jemer, coincidiendo con la finalización de la festividad budista Vassa.
En 2020, los días festivos fueron del 16 al 18 de septiembre. 

## Descripción
Este día es el momento en que muchos camboyanos presentan sus respetos a los familiares que han perdido hasta en siete generaciones atrás. Los monjes cantan sutras en lengua pali durante toda la noche -continuamente, sin interrupciones y sin dormir- como preludio de la apertura de las puertas del infierno, acontecimiento que se cree que sucede una vez al año y que está ligado a la cosmología del rey Iama proveniente del canon Pali. Durante este periodo, en que las puertas del infierno restan abiertas, se supone que los fantasmas de los muertos son muy activos; las ofrendas de comer, pues, se realizan para beneficiarlos, pudiendo algunos de estos fantasmas conseguir acabar con su periodo de purgación, mientras que otros pueden abandonar el infierno temporalmente, a pesar de que al finalizar la festividad tendrán que volver para seguir sufriendo; sin que se explique demasiado, los parientes que no se encuentran en el infierno -es decir, que se encuentran en el cielo o reencarnados-, también son imaginados beneficiándose de las ceremonias.
En los templos adheridos al protocolo canónico, las ofrendas de comer las realizan los laicos, que las entregan a los monjes budistas vivos a pesar de que así se genera una especie de "mérito" que, indirectamente, beneficia a los muertos; no obstante, en muchos templos también se realizan ofrendas de comer directamente de los vivos a los muertos, como por ejemplo el lanzamiento de bolas de arroz al cielo, o el vertido de arroz en campos vacíos.  El antropólogo Satoru Kobayashi observó que estos dos modelos de ofrenda a los muertos se encuentran en competición en las regiones rurales de Camboya, con algunos templos prefiriendo el primer modelo, de carácter canónico, mientras que otros asumen la tradición popular, a pesar de que poco ortodoxa, visión que los vivos pueden alimentar a los muertos con comer físico.